# 下深丘
下深丘，原寫為下深坵，是台灣新北市的一個傳統地域名稱，位於今板橋區中部偏東北。相較於今日行政區，其範圍大致包括埤墘里、永安里不含東北端、雙玉里西大半部、光仁里不含東南端、玉光里不含西端、廣新里、莊敬里東大半部。

## 歷史
台灣清治末期至日治前期，該地區為一街庄，稱為「下深坵庄」，隸屬於擺接堡。該庄北與江仔翠庄為鄰，東與港仔嘴庄、埔墘庄為鄰，南邊為深坵庄，西邊為新埔庄。
1920年（日治大正九年），該庄改制並雅化為「下深丘」大字，隸屬於臺北州海山郡板橋庄（後改制為板橋街）。戰後板橋街改制為板橋鎮，隸屬於台北縣，大字亦改制為里。其後板橋鎮先後改制為板橋市、板橋區。由於人口增加，如今下深丘地區已細分為多個里。並且被當成埔墘地區的一部分。

## 學校
- 光仁高中
- 埔墘國小

## 公園
- 永豐公園